# Playstation Home
Playstation Home (oftast Home) är en del av Playstation Network och har varit i produktion sedan 2005. Home låter spelaren skapa sin egen avatar till sin Playstation 3-konsol. Denna avatar får sin egen virtuella lägenhet, som kan bli utsmyckad med föremål som användaren kan få på olika sätt. I framtiden kommer tjänsten att utvidgas, den kommer att ge användaren tillgång till större lägenheter och nya slags kläder och så vidare. Sony vill ge personer verktyg att skapa sina egna saker, men de vill samtidigt att yngre personer ska känna sig bekväma. Home blev tillkännagivet den 7 mars, 2007 under Game Developers Conference. En öppen beta släpptes den 11 december 2008. Det är inte känt när den slutgiltiga versionen av Home släpps.Men trots allt stängdes Home för att budgeten var för stor

## Platser i Home
I Home finns det olika platser att gå runt mellan. I den öppna betan finns dessa:
- Home Square (Centrumet för Home, härifrån kan man komma till alla andra platser)
- Bowling Alley (Spelhallen, där kan man spela Bowling Pool och några arkadspel)
- Home Theatre (Biohallen, härifrån kan man se på trailers)
- Shopping centre (Shoppingcentrumet, där kan man köpa möbler och kläder)
- Personlig lägenhet (ens egen lägenhet som man själv kan inreda)
- Home gamespaces (Spelen Far Cry 2 och Resident Evil 5)
- Red Bull Island (en ö där man kan spela ett flygspel)
- The Hub[8]